# John Du Cann
John William Cann (* 2. Juni 1946 in Leicester, East Midlands, England; † 21. September 2011), der sich ab Mitte der 1970er Jahre John Du Cann nannte, war ein britischer Gitarrist, Sänger und Songwriter. Er ist vor allem als Mitglied der Band Atomic Rooster bekannt, deren größten Hit Devil’s Answer er schrieb.

## Biografie
Zu den frühen Bands, bei denen Du Cann spielte, gehörten The Sonics aus Wiltshire (nicht zu verwechseln mit der US-Band gleichen Namens) und The Attack aus London, die den Song Hi Ho Silver Lining ein paar Tage vor der bekannteren Version von Jeff Beck veröffentlichten. Du Cann war anschließend Mitglied der Psychedelic-Rock-Band Andromeda, bevor er zu Atomic Rooster geholt wurde.
Nachdem er Atomic Rooster 1971 verlassen hatte, gründete er die Band Daemon, die sich in Bullet umbenannte, um schließlich als Hard Stuff aufzutreten. 1974 spielte er vorübergehend bei Thin Lizzy auf zwei Europatourneen. In dieser Zeit riet ihm sein Management, seinen Namen von John Cann in John Du Cann zu ändern.
1977 nahm Du Cann das Soloalbum The World's Not Big Enough auf, das allerdings bis 1992 unveröffentlicht blieb. Als Produzent fungierte neben Du Cann Francis Rossi von Status Quo, der auch bei einigen Titeln Gitarre spielte. Zu den Studiomusikern gehörten auch die Status Quo Musiker Andy Bown (Keyboards) und Pete Kircher (Schlagzeug) sowie John McCoy (Bass) und Paul Hammond (Schlagzeug).
Im September 1979 hatte Du Cann mit der Single Don’t Be A Dummy einen Charterfolg (Platz 33 in Großbritannien). Das Stück stammte von dem Soloalbum 1977 und war 1978 in einem Werbespot für Jeans verwendet worden.
1980 gab es eine Wiederbelebung von Atomic Rooster, doch der Erfolg blieb aus. 1982 verließ Du Cann die Band endgültig. Während dieser Zeit hatte er auch drei Wochen für Ginger Baker gespielt.
John Du Cann zog nach Norwich und baute Gewächshäuser. In den späten 1990er Jahren arbeitete er an Neuausgaben von Aufnahmen aus seinem persönlichen Archiv. Er starb am 21. September 2011 nach einem Herzinfarkt.